# Paços do Concelho de Portimão
O edifício dos Paços do Concelho de Portimão, originalmente conhecido como Palácio Bivar ou Palácio do Sapal, é um imóvel histórico na cidade de Portimão, na região do Algarve, em Portugal.

## Descrição e história
Situa-se no Largo Primeiro de Maio, em Portimão. É considerado como um dos mais destacados imóveis civis na cidade de Portimão. Apresenta elementos de influência neoclássica e barroca.
Foi construído por José de Bivar Coelho na década de 1790, num espaço que era conhecido como Largo do Sapal, uma vez que esta área estava ainda situada nas margens do Rio Arade, formando um sapal alimentado pelas marés, e onde se encontravam salinas.
José de Bivar foi assassinado pouco tempo depois, durante as guerras liberais, tendo o palácio permanecido na posse da família Bivar, que foi responsável pela implementação de vários melhoramentos na região, destacando-se o deputado Francisco de Almeida Coelho Bivar (1824-1890). Durante a sua visita ao Algarve em 1874, o presidente do Conselho de Ministros, Fontes Pereira de Melo, que era um amigo pessoal de Francisco Coelho Bivar, pernoitou no palácio.
Em meados do século XX, outro membro da família, Manuel Pires de Bivar, ofereceu o palácio à autarquia, com a condição de manter no interior do edifício uma capela no seu ambiente original, e duas salas onde seriam conservadas várias recordações e relíquias pertencentes à família Bivar. O edifício foi depois convertido nos paços do concelho, tendo o jornal Correio do Sul de 24 de Junho de 1954 reportado que o Ministro das Obras Públicas tinha concedido uma comparticipação de 268.000$00 para apoiar as obras, como parte do Fundo de Desemprego. Em 1 de Abril de 1954, o jornal Comercio de Portimão noticiou que o concurso para as obras iria ser aberto no dia 22 desse mês. Em 16 de Dezembro desse ano, o periódico relatou que os trabalhos foram visitados no dia 9 pelo Ministro das Obras Públicas, Eduardo de Arantes e Oliveira, como parte do seu percurso pela região do Barlavento. Em 14 de Julho de 1955, reportou que na sessão do dia 7 tinha-se aprovado uma proposta do empreiteiro do programa de Instalação dos Paços do Concelho no Palácio Bivar, para a execução de uma obra adicional. Em 22 de Setembro desse ano, o periódico referiu que «o antigo palácio Bivar, sem dúvida um dos melhores edifícios da cidade, encontra-se agora embelezado tendo-se respeitado o estilo que presidiu à sua construção inicial. Esta importante obra que deve ficar completa no fim deste ano e que traz como consequência a junção, no mesmo edifício, de vários Serviços Públicos tem, naturalmente, como consequência e complemento a aquisição do mobiliário adequado ao Salão Nobre e Gabinete da Presidência, cujo projecto já foi elaborado, estando sugeito [sic] a aprovação superior para efeitos de comparticipação financeira».
Em Março de 1956 Arantes e Oliveira visitou novamente o edifício, desta vez após a conclusão das obras.